# 疏毛冠杜鹃
疏毛冠杜鹃（学名：Rhododendron laudandum var. temoense）为杜鹃花科杜鹃花属下的一个变种。

## 扩展阅读
- 維基物種上的相關：疏毛冠杜鹃